# Vuelo 1282 de Alaska Airlines
El vuelo 1282 de Alaska Airlines fue un vuelo nacional programado operado por Alaska Airlines desde el Aeropuerto Internacional de Portland al Aeropuerto Internacional de Ontario el 5 de enero de 2024. Poco después del despegue, una de las puertas de salida de emergencia desactivadas de fábrica en el Boeing 737 MAX 9 que servía para el vuelo explotó hacia fuera, provocando una rápida descompresión de la aeronave. El avión fue inmediatamente desviado de regreso a Portland.

## Aeronave

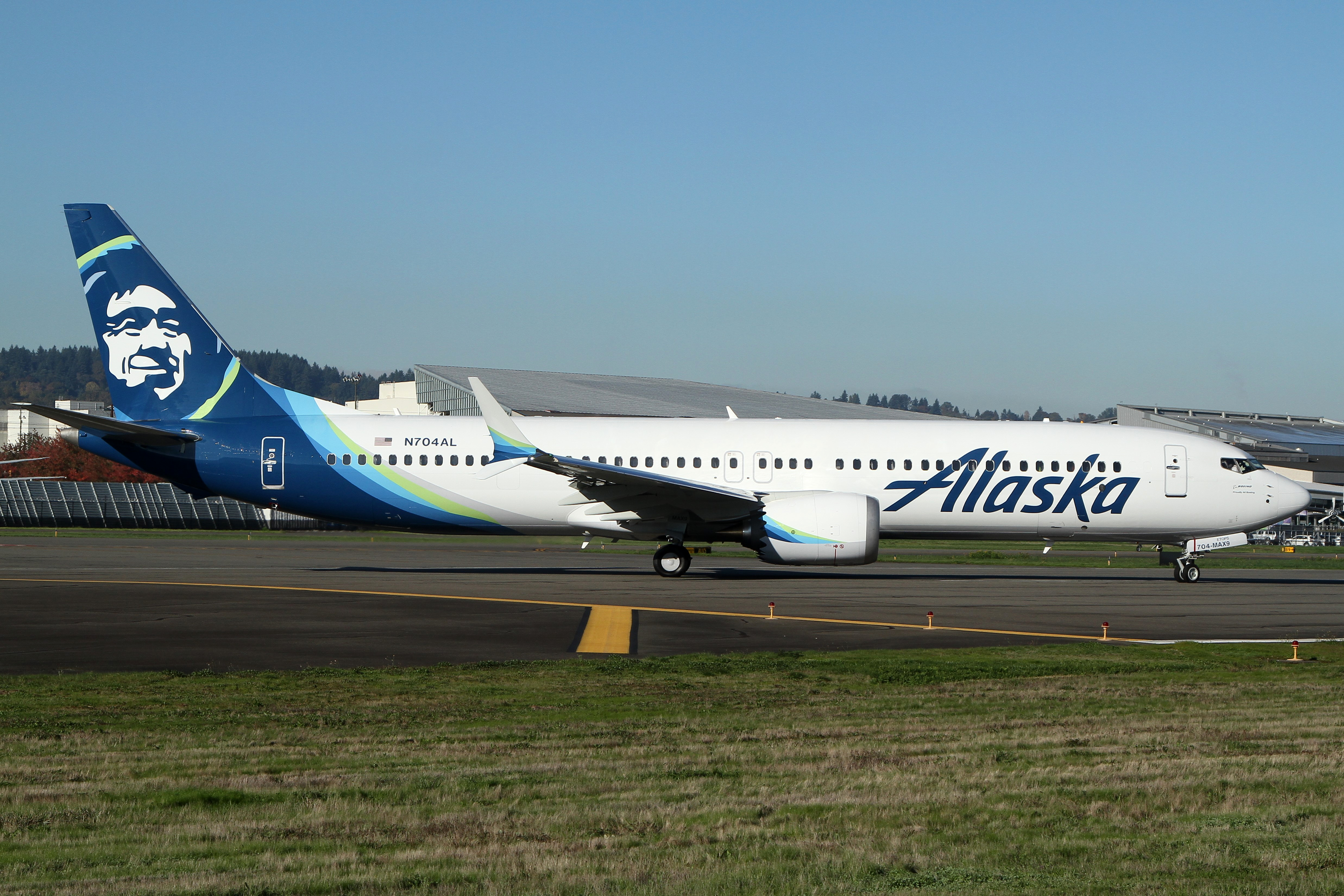
El avión involucrado en el incidente, fotografiado en el Boeing Field de Seattle en octubre de 2023.

La aeronave involucrada fue un Boeing 737 MAX 9 con indentificacion N704AL que se entregó a Alaska Airlines el 31 de octubre de 2023. Llevaba menos de dos meses en servicio en el momento del incidente y su primer vuelo para Alaska Airlines tuvo lugar el 11 de noviembre de 2023.
El MAX 9 cuenta con una puerta de salida de emergencia en la cabina en la mitad de popa a cada lado detrás de las alas, necesaria cuando se utiliza con configuraciones de asientos densos. Cuando no se utilizan configuraciones de asientos densas, las puertas están inactivas y permanentemente tapadas, como fue el caso en este avión.

## Incidente

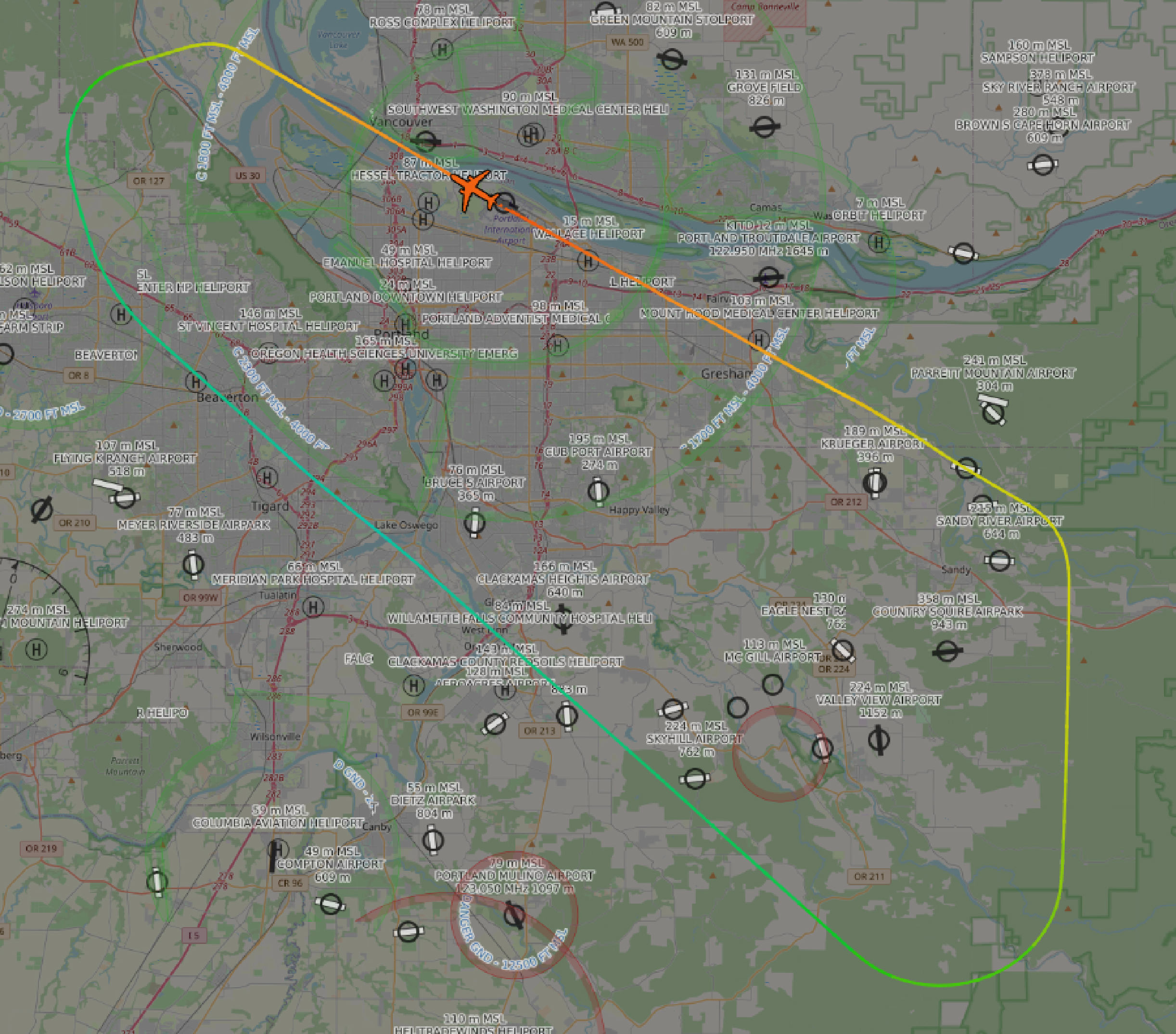
Trayectoria del vuelo.

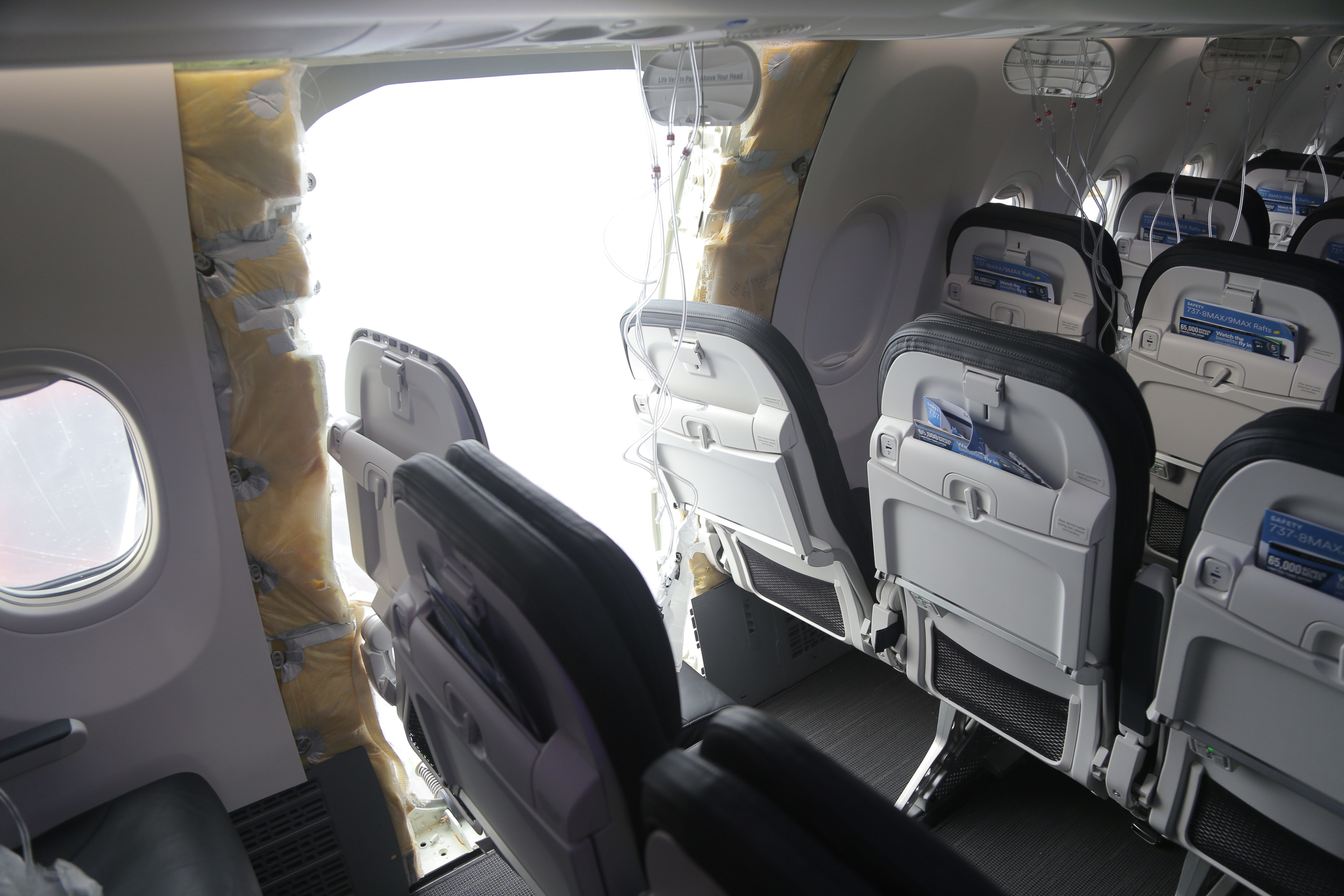
Vista del interior después del accidente en la que se aprecia el tapón de la puerta que falta y los asientos dañados.

El vuelo 1282 despegó del Aeropuerto Internacional de Portland a las 5:07 pm PST.  A bordo del vuelo viajaban 6 miembros de la tripulación y 171 pasajeros. Aproximadamente seis minutos después del despegue, una puerta de salida de emergencia que había sido tapada se separó del fuselaje, provocando una rápida descompresión del avión. Según los informes iniciales, nadie estaba sentado en el asiento inmediatamente al lado del agujero y no hubo heridos importantes, pero algunos objetos personales de algunos pasajeros se perdieron cuando salieron volando por la abertura. A un niño sentado cerca de la salida se le desprendió la camisa, que salió volando del avión durante la descompresión. Las máscaras de oxígeno del avión se desplegaron. El avión regresó a Portland y realizó con éxito un aterrizaje de emergencia a las 5:27 pm. 
Alaska Airlines suspendió temporalmente su flota de 65 aviones Boeing 737-9.

## Investigación
La Junta Nacional de Seguridad en el Transporte (NTSB) y la Administración Federal de Aviación (FAA) están llevando a cabo una investigación. Boeing dará soporte y apoyo en la investigación.
La aeronave implicada en el accidente había tenido su indicador «Pressurization Auto Fail» iluminado en tres ocasiones anteriores: el 7 de diciembre y el 3 de enero (en vuelo) y el 4 de enero (después del aterrizaje). En cada ocasión, durante el vuelo, las tripulaciones cambiaron a un sistema alternativo y los vuelos se desarrollaron con normalidad. Alaska Airlines había impuesto una restricción a la aeronave para que no realizara vuelos prolongados sobre el agua (según las normas ETOPS) hasta que se pudiera llevar a cabo una inspección de mantenimiento detallada. Todavía no se sabe si esto tiene relación con el accidente, pero formará parte de la investigación de la NTSB.
La grabadora de voz de la cabina (CVR) del avión tenía una capacidad de dos horas. Sin embargo, tras el incidente no se activó el disyuntor del CVR para conservar la grabación, lo que significa que cuando se accedió a ella, la grabación se había sobrescrito por completo. La presidenta de la NTSB, Jennifer Homendy, pidió posteriormente que se ampliara la conservación a 25 horas, en lugar de las 2 horas exigidas actualmente, en todas las aeronaves nuevas y existentes. Si se aplica, la nueva norma se ajustará a la normativa vigente de la Organización de Aviación Civil Internacional (OACI) y de la Agencia Europea de Seguridad Aérea (AESA).
En una conferencia de prensa, Homendy dijo que los pilotos habían informado de la presencia de luces de advertencia de presurización en tres vuelos anteriores del Max 9 de Alaska Airlines implicado en el incidente.
Posteriormente, el 6 de enero, la Administración Federal de Aviación (FAA) emitió una Directiva de Aeronavegabilidad de Emergencia (EAD) que exigía que todas las aeronaves Boeing 737 MAX 9 con un tapón de puerta instalado en el centro de la cabina permanecieran en tierra hasta que se realizara una inspección y se tomaran las medidas correctivas necesarias. United Airlines encontró defectos en al menos 5 aviones durante las inspecciones del tipo de aeronave en los días posteriores al incidente. Varias aerolíneas que operan con el MAX 9 también dejaron en tierra su flota para inspección, entre ellas United Airlines, Turkish Airlines y Copa Airlines.